# Bailliage de Caudebec-en-Caux
Le bailliage de Caudebec-en-Caux est un monument de Caudebec-en-Caux construit au XIVe siècle qui subsiste partiellement du fait des destructions de la Seconde Guerre mondiale. L'édifice est inscrit comme monument historique depuis 1934, protection complétée en 1996.

## Localisation
L'édifice est situé rue du Bailliage.

## Historique
Le bailliage, construit au XIVe siècle le long des remparts de la ville, devient hôtel de ville après la Révolution française. 
Un bâtiment sur rue est détruit lors des combats de la bataille de France de juin 1940 et 1944. L'édifice subsistant était la prison.
L'édifice est inscrit aux monuments historiques par un arrêté du 16 octobre 1934. La protection est complétée par une nouvelle inscription le 15 mars 1996.

## Architecture
L'édifice est en pierres.
La prison comporte au rez-de-chaussée deux salles et à l'étage des cachots et une salle destinée aux gardes.